# Karlstads Mekaniska Werkstad
Karlstads Mekaniska Werkstad AB (KMW) war eine Maschinenfabrik in der schwedischen Stadt Karlstad. Sie wurde 1860 gegründet und war insbesondere im Bau von Schiffsantrieben, Papiermaschinen und Turbinen tätig. Gegen Ende des 20. Jahrhunderts hörte das Unternehmen als eigenständige Gesellschaft zu existieren auf. Der Bau von Schiffspropellern wurde von Vickers übernommen, während die Produktion von Geräten für die Papierindustrie im Metso-Konzern aufging.

## Geschichte
Das Unternehmen wurde ursprünglich 1860 von Gustaf Adolf Andersson als kleine Werkstatt zur Herstellung von Gussteilen und Kleinmaschinen gegründet. Die Produktion war von Anfang an umfangreich und umfasste landwirtschaftliche Maschinen, Dampfkessel, Lokomobile und Eisenbahnzubehör.
1873 erfolgte die Umwandlung in eine Aktiengesellschaft. Ab den 1880er Jahren wurden in Karlstad vor allem Anlagen für die Papier- und Zellstoffindustrie hergestellt, zudem Wasserturbinen, Dampfmaschinen und Dampfschiffe. Die Fabrik war eine der ersten Werkstätten in Schweden, in der 1884 die elektrische Beleuchtung eingeführt wurde. Der Dynamo wurde von einer selbstgefertigten Dampfmaschine über einen Treibriemen angetrieben.
Kristinehamns Mekaniska Verkstad baute bis 1893 Dampflokomotiven. In diesem Jahr war die Wirtschaftslage so schlecht, dass die dortige Firmenleitung die Fertigungshalle mit Maschinen und Kränen an die Karlstads Mekaniska Verkstad vermietete. Eine zwischenzeitlich eingegangene Bestellung für eine Dampflokomotiver für die Hellfors bruk in ähnlicher Ausführung wie bereits gelieferte Lokomotiven wurde daher von der Karlstads Mekaniska Werkstad in Karlstad gebaut. Es blieb die einzige Lok, die diese Fabrikhalle verließ.
Kristinehamn Mekaniska Verkstad wurde 1897 von Karlstads Mekaniska Verkstad erworben. In der dortigen Fabrikationsstätte wurden weiterhin Lokomotiven, einschließlich einer dritten Maschine für Hellefors, gebaut.
Ab 1899 entwickelte sich die Produktion mit moderneren Wasserturbinen. Die Produktion dieser Wasserturbinen und von Reglern wurde 1902 in den Werksteil Kristinehamn verlagert. In Karlstad konzentrierte man sich auf den Bau der Maschinen für den Zelluloseherstellung. Die ersten Wasserturbinen hatten selten mehr als 200 bis 300 PS. Die gebauten Aggregate wurden jedoch schnell effektiver. Bereits 1902 lieferte eine Turbine in Strömsnäs Jernverk in Degerfors 1500 PS. Ein paar Jahre später war das Turbinenwerk das größte seiner Art in Skandinavien.
1906 wurde ein Prüfstand errichtet, mit dem die hydraulischen Eigenschaften von Turbinen verschiedener Typen und Geschwindigkeiten untersucht werden konnten. 1914 kam ein neues Labor zur Prüfung von Turbinen-Modell mit kleinen Abmessungen hinzu. Die Werkstatt in Kristinehamn lieferte einen großen Teil der Anlagen für die schwedischen Wasserkraftwerke in Trollhättan, Älvkarleby und Untra. Lieferungen gingen auch in das Ausland wie an Svir in Russland, Rio Cinca in Spanien, Sagami in Japan oder Waihi in Neuseeland.
Als der Österreicher Viktor Kaplan seine Turbine mit verstellbaren Laufradschaufeln 1913 auf den Markt brachte, erhielt die Fabrik in Kristinehamn das Monopol zur Herstellung von Kaplan-Turbinen in Schweden. Die erste Turbine wurde 1922 vom schwedischen Staat für das Wasserkraftwerk bei Lilla Edet in Auftrag gegeben und 1926 geliefert. Der Wirkungsgrad war mit über 90 Prozent sehr hoch und bedeutete einen weltweiten Durchbruch dieser Turbinenbauart.
1920 entstand durch den Zusammenschluss von KMW mit den Myrens Verkstäder in Norwegen die neue Firma  Kamyr AB. Das neue Unternehmen wurde Weltmarktführer für die Fertigung von Produktionsanlagen zum Bleichen von Papier und später für Maschinen für die Herstellung von Papiermasse. Der in der Firma beschäftigte Ingenieur Johan Richter erhielt in diesem Bereich fast 800 Patente. Die Firma existiert bis heute und ist als Metso-Konzern führend in der Welt.

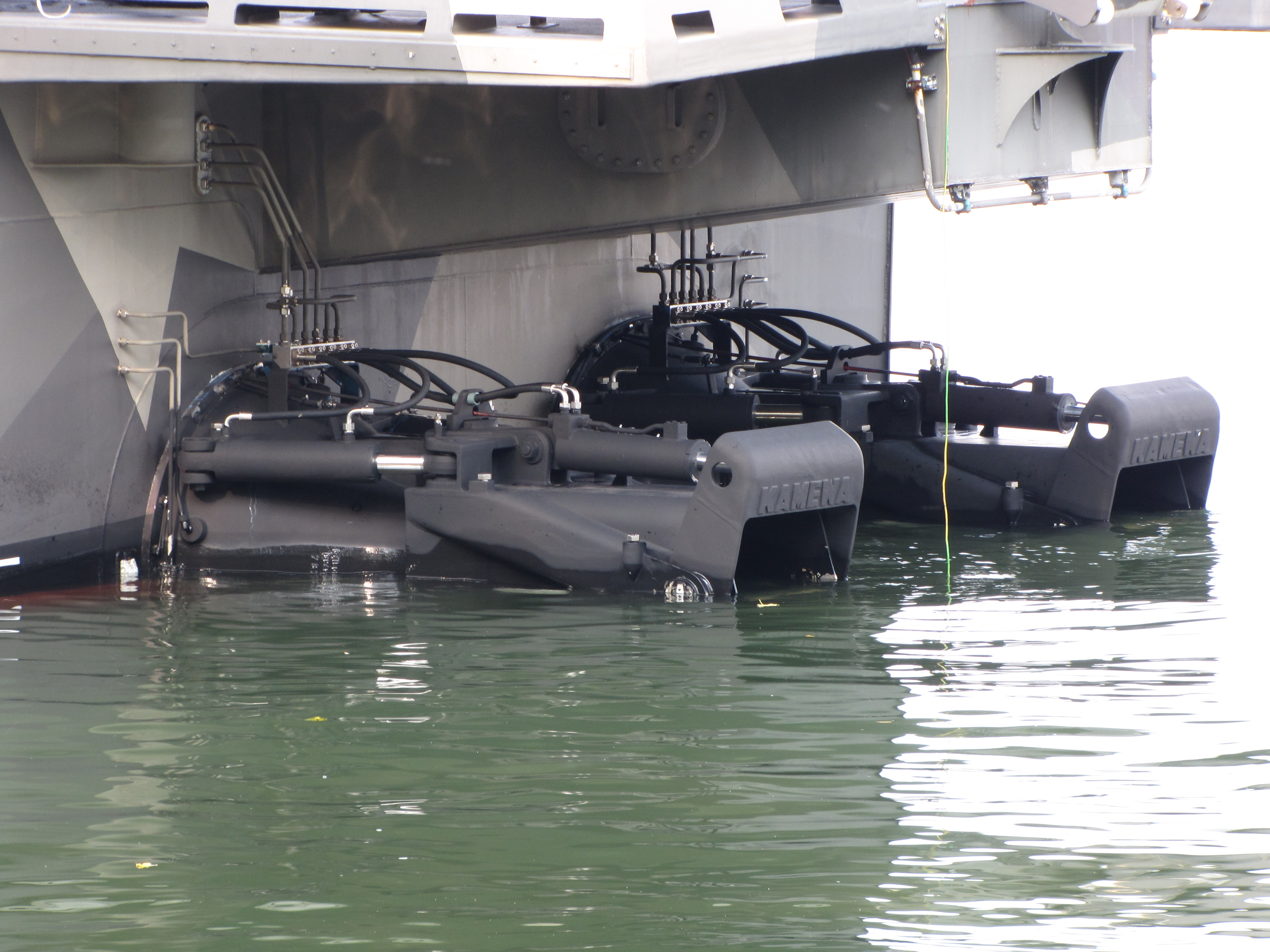
KaMeWa-Waterjet

In der Zwischenkriegszeit entstanden Propellergondeln, so genannte KaMeWa-Propeller. Dieses Marktsegment wurde von Rolls-Royce übernommen, das die Propellergondeln und den so genannten Jetantrieb heute vertreibt. Viele Schiffe im zivilen wie im militärischen Bereich wie etwa die Fährschiffe Deutschland und Prins Richard, die Queen Mary 2 oder die Thetis-Klasse sind mit derartigen Antrieben ausgerüstet.
Zwischen 1936 und 1986 gehörte KMW zum Johnson-Konzern. Die Herstellung von Geräten für die Papierindustrie wurde 1986 von Valmet übernommen, das seit 1999 ebenfalls im Metso-Konzern integriert ist. Den Bau von Propellern übernahm Vickers.
Heute gibt es keinen Turbinenbau in Kristinehamn mehr. Das alte Gebäude, das Büro und die Werkstatt gehören GE Energy (Schweden) AB. Die Werkstatt ist geschlossen und die meisten Räume sind an andere Unternehmen vermietet.
Die Sammlungen im Technischen Museum in Stockholm enthalten eine große Anzahl von Archivalien, Bilder und Objekte aus der KMW.